# 奇馬爾瓦坎
奇馬爾瓦坎是墨西哥的城市，由墨西哥州負責管轄，始建於1259年，面積46平方公里，海拔高度2,400米，每年平均降雨量約700毫米，2005年人口525,389。

## 外部連結
- Chimalhuacan, Mexico
- Municipio de Chimalhuacán（页面存档备份，存于） Official website

19°25′N 98°54′W / 19.417°N 98.900°W